# تئاتر اؤنس
تئاتر صحنه خلاقیت «اؤنس» (به ترکی آذربایجانی- "Üns Yaradıcılıq Səhnəsi" Teatrı) در ۲۲ آوریل سال ۲۰۰۶ میلادی با حضور الهام علی اف، رئیس جمهوری آذربایجان افتتاح گردیده است. این تئاتر در عالم هنر جمهوری آذربایجان از لحاظ ساختار و مضمون، شکل تئاتری جدیدی به‌شمار می‌آید. 

## درباره تئاتر
این کانون هنری که تا به حال ده‌ها تماشای متنوعی و ترکیب‌های زیبایی به حضور تماشاگران تقدیم کرده‌است، در تاریخ فرهنگ و هنر جمهوری آذربایجان صفحه تازه‌ای باز نموده‌است. 
این پروژه هنری برای نثار احترام به یاد «آیدا ایمانقلی اوا»، پروفسور شرق‌شناس ممتاز آذربایجانی 
تأسیس شده‌است. یکی از محورهای ایده‌ای این لایحه نیز جلوه دادن انعکاس هنری وحدت فرهنگ شرقی و غربی در فرهنگ و هنر می‌باشد.
مولف و رهبر پروژهٔ تئاتر صحنه خلاقیت «اؤنس» «نرگس پاشایوا» ست. یکی از اهداف اصلی از تأسیس تئاتر این است که، با اتکا بر سنن تئاتری سرشار، تأمین توسعه زمینه تئاتر جمهوری آذربایجان از نظر استانداردهای روز و نوعی ایجاد تلفیقی از سبک سنتی و مدرن ملحق بگردد. با وجود اینکه این تئاتر، موسسهٔ غیر انتفاعی ست، ولی آنجا رویدادهای ادبی- هنری، دیدارهایی با افراد جالب و جلساتی جهت آگاهی دهی برپا می‌شوند. طبق خلق و خوی خود، تئاتر صحنه خلاقیت «اؤنس» تنها تئاتر نیست، بلکه پاتوق معاشرت روشنفکران نیز می‌باشد. در بازه زمانی کوتاهی، تئاتر صحنه خلاقیت «اؤنس» که با مخزن مملوی خود در صحن فرهنگی جمهوری آذربایجان جای ویژه‌ای را به خود اختصاص داده است، قادر بوده تا در هنر و صحنه ترکیب شرق و غرب را نمایش بدهد. 